# Nick Pelling
Nick John Pelling es un programador informático y periodista de investigación histórica, de origen británico conocido por ser el creador del juego de 1984 Frak! y el primero en utilizar el término «Gamification».

## Videojuegos

### Desarrollados

#### Como Aardvark Software
- Arcadians (1982)
- Zalaga (1983)
- Frak! (1984)
- Firetrack (1987)
- Sharkey's 3D Pool (1989)

#### Como independiente
- Bangkok Knights (1987)
- Shinobi (1989)
- Loopz (1990)
- Terminator 2: Judgment Day (1993)
- The Simpsons: Bartman Meets Radioactive Man (1993)
- The Pagemaster (1994)
- Mortal Kombat II (1994)
- Wolverine: Adamantium Rage (1994)
- Primal Rage (1995)
- Batman Forever (1995)
- The X-Files Game (1999)
- In Cold Blood (2000)
- Street Fighter Alpha 3 (2002)
- Kelly Slater's Pro Surfer (2002)
- Championship Manager 5 (2005)
- Buzz!: The Music Quiz (2005)
- Buzz!: The BIG Quiz (2006)
- Buzz!: The Mega Quiz (2007)
- Buzz!: The Hollywood Quiz (2007)
- Soldiers of Fortune (2013)

### Adaptados

#### Como Aardvark Software
- Duke Nukem 3D (1997, PlayStation)

#### Como independiente
- Teenage Mutando Ninja Turtles (1990, Commodore 64)
- Battle Master (1991, Sega Genesis)
- Wing Commander (1992, AmigaOS)
- Dangerous Streets & Wing Commander (1994, Amiga CD32)

## Investigaciones

### Investigación sobre el inventor del telescopio
Las investigaciones de Pelling, deudora de las de Josep María Simón de Guilleuma, divulgadas en la revista británica History Today, atribuyen la autoría a un gerundense llamado Juan Roget  en 1590, cuyo invento habría sido copiado —según esta investigación— por Zacharias Janssen, quien el día 17 de octubre —dos semanas después de que lo patentara Lippershey— intentó patentarlo. Poco antes, el día 14, Jacob Metius también había intentado patentarlo. Fueron estos hechos los que despertaron las suspicacias de Nick Pelling quien, basándose en las pesquisas de José María Simón de Guilleuma (1886-1965), sugiere que el legítimo inventor fue Juan Roget. En varios países se ha difundido la idea errónea de que el inventor fue el holandés Christiaan Huygens, quien nació mucho tiempo después.

### Teoría sobre el manuscrito de Voynich
En su libro de 2006, Nick Pelling propuso que el manuscrito de Voynich fue escrito por el arquitecto del norte de Italia —también conocido como «Filarete»—, una teoría ampliamente consistente con la datación del radiocarbono.

## Libros
- Pelling, Nicholas John (2006). The Curse of the Voynich: The Secret History of the World's Most Mysterious Manuscript. Compelling Press. ISBN 0-9553160-0-6.[1]